# American Honey
"American Honey" là ca khúc do Cary Barlowe, Hillary Lindsey và Shane Stevens sáng tác. Bài hát được ban nhạc đồng quê Mỹ Lady Antebellum thu âm. Ca khúc phát hành ngày 11 tháng 1 năm 2010 như đĩa đơn thứ hai từ album phòng thu thứ hai của nhóm, Need You Now. Đây là đĩa đơn thứ năm trong tất cả các đĩa đơn của ban nhạc, đĩa đơn xuất hiện lần đầu trên Billboard Hot Country Songs trên ấn bản ngày 2 tháng 1 năm 2010.

## Bảng xếp hạng

### Bảng xếp hạng hàng tuần
| Bảng xếp hạng (2010)                 | Vị trí cao nhất |
| ------------------------------------ | --------------- |
| Canada (Canadian Hot 100)            | 50              |
| Canada Country (Billboard)           | 1               |
| Hoa Kỳ Billboard Hot 100             | 25              |
| Hoa Kỳ Hot Country Songs (Billboard) | 1               |

### Bảng xếp hạng cuối năm
| Bảng xếp hạng (2010)             | Vị trí cao nhất |
| -------------------------------- | --------------- |
| Hoa Kỳ Billboard Hot 100         | 94              |
| Hoa Kỳ Country Songs (Billboard) | 12              |